# Krystian Łuczak (ur. 1975)
Krystian Marek Łuczak (ur. 16 stycznia 1975 we Włocławku) – polski archeolog, samorządowiec i polityk, doktor nauk humanistycznych, poseł na Sejm X kadencji (od 2023).

## Życiorys
Z wykształcenia archeolog, absolwent Instytutu Archeologii Uniwersytetu Jagiellońskiego. Kształcił się również w Wyższej Szkole Bankowej w Toruniu, odbył studia podyplomowe m.in. z zarządzania systemami logistycznymi i przygotowania pedagogicznego. W 2017 na podstawie pracy pt. Cyrene, jako główny ośrodek miejski Pentapolis w relacjach kulturowych ze światem greckim w okresie panowania dynastii Battiadów uzyskał stopień doktora nauk humanistycznych w dyscyplinie archeologia w Instytucie Archeologii i Etnologii Polskiej Akademii Nauk. Był dyrektorem szkoły policealnej dla dorosłych oraz pracownikiem naukowym Muzeum Ziemi Kujawskiej i Dobrzyńskiej we Włocławku. Brał udział w projektach badawczych prowadzonych m.in. przez tę placówkę oraz przez Muzeum Archeologiczne i Etnograficzne w Łodzi.
Wstąpił do Platformy Obywatelskiej. W 2010 kandydował do rady miejskiej Włocławka, mandat objął w 2012 po śmierci jednej z radnych. W wyborach w 2014 i 2018 utrzymywał go na kolejne kadencje. Również w 2018 został wybrany na dyrektora Galerii Sztuki Współczesnej we Włocławku, zrezygnował jednak w związku z niepołączalnością tej funkcji z mandatem radnego. W 2019 powołany na naczelnika Wydziału Edukacji i Spraw Społecznych w Starostwie Powiatowym we Włocławku.
W 2019 bez powodzenia kandydował na posła (dostał 10 366 głosów). W wyborach parlamentarnych w 2023 ponownie wystartował do Sejmu z listy Koalicji Obywatelskiej w okręgu toruńskim. Został wybrany do izby niższej polskiego parlamentu, otrzymując 16 451 głosów. Zasiadł w Komisji Łączności z Polakami za Granicą, Komisji Administracji i Spraw Wewnętrznych, Komisji Sprawiedliwości i Praw Człowieka oraz Komisji Kultury i Środków Przekazu.
Jest zdobywcą „Korony Maratonów Polskich”.

## Wyniki w wyborach ogólnopolskich
| Wybory | Komitet wyborczy | Komitet wyborczy     | Organ            | Okręg | Wynik          |
| ------ | ---------------- | -------------------- | ---------------- | ----- | -------------- |
| 2019   |                  | Koalicja Obywatelska | Sejm IX kadencji | nr 5  | 10 366 (2,29%) |
| 2023   | Sejm X kadencji  | Koalicja Obywatelska | 16 451 (3,06%)   | nr 5  |                |

## Publikacje
- Działalność wystawiennicza i edukacyjna Działu Archeologicznego w świetle aktualnych przemian w muzealnictwie, „Rocznik Muzealny”, T. XIV, MZKiD, Włocławek 2012.
- Silphium – cudowny lek od Apollona dla starożytnego miasta Cyrene (współautor), [w:] Walentyna Korpalska, Wojciech Ślusarczyk (red.), Czystość i brud. Higiena w starożytności, Wydawnictwo Naukowe UMK, Toruń 2013.
- Cmentarzyska Starego Miasta Włocławka w świetle najnowszych badań archeologicznych (współautor), „Rocznik Muzealny”, T. XV, MZKiD, Włocławek 2014.
- Wybrane zagadnienia dotyczące cielesności i duchowości kobiet w średniowieczu, [w:] Walentyna Korpalska, Wojciech Ślusarczyk (red.), Czystość i brud. Higiena w starożytności, Collegium Medicum im. Ludwika Rydygiera, Bydgoszcz 2014.
- Królewskie pochówki w greckiej kolonii Cyrene, [w:] Wojciech Dzieduszycki, Jacek Wrzesiński (red.), Królowie i biskupi, rycerze i chłopi-identyfikacja zmarłych, seria: „Funeralia Lednickie”, Stowarzyszenie Naukowe Archeologów Polskich, Poznań 2014.
- Silphium z Cyrene. Skarb antycznej medycyny, „Kwartalnik Historii Kultury Materialnej”, R. 63, Nr 1, IAiE PAN, Warszawa 2015.
- Andrzej Radzimiński, Kobieta w średniowiecznej Europie (recenzja), „Kwartalnik Historii Kultury Materialnej”, R. 61, Nr 3, IAiE PAN, Warszawa 2015.
- Badania weryfikacyjne średniowiecznego grodziska oraz historia kościoła pw. św. Stanisława Biskupa i św. Marii Magdaleny w miejscowości Przypust, gm. Waganiec, stan. 1 (AZP 44–46/12) (współautor), „Rocznik Muzealny”, T. XV, MZKiD, Włocławek 2016.